# 차미영
차미영(車美英, 1979년 7월 28일~)은 대한민국의 과학자이자, 한국과학기술원의 교수이다.

## 수상
- 2024년: 제15회 홍진기 창조인상 수상자[1][2]
- 2022년: 제55회 과학의 날 표창장, 과학기술정보통신부[3]
- 2020: Test of Time Award, 웹 및 소셜 미디어 국제 컨퍼런스[4][5]
- 2019: 젊은 정보 과학자 상[6]
- 2012: 최우수 논문, 웹 및 소셜 미디어에 관한 국제 AAAI 컨퍼런스[7][8][9]
- 2009: 최고의 데이터 워크숍 논문, 웹로그 및 소셜 미디어에 관한 제3회 국제 AAAI 컨퍼런스[10]
- 2007: 최우수 논문, ACM 인터넷 측정 컨퍼런스[11]